# Orquestra Filarmônica de Bogotá

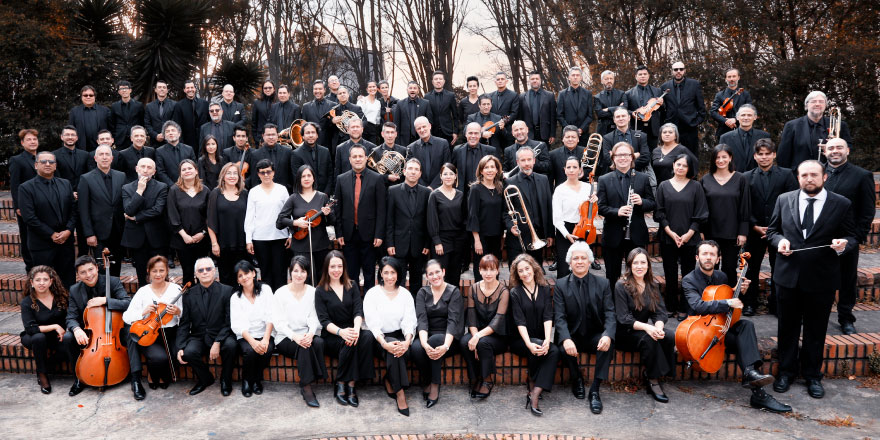
Orquestra Filarmônica de Bogotá

A Orquestra Filarmônica(pt-BR) ou Filarmónica(pt-PT?) de Bogotá (em castelhano:  Orquesta Filarmónica de Bogotá) é a mais importante orquestra sinfônica da Colômbia. É mantida pela Secretaria de Cultura, Recreação e Esportes de Bogotá. Fundada em 1967, apresenta-se regularmente no Teatro Jorge Eliecer Gaitan, mas enquanto o teatro esteve em reformas, a orquestra apresentou-se no hall de concertos da Universidade Nacional da Colômbia., no Fabio Lozano Auditório, e na Universidade Jorge Tadeo Lozano. 
O atual diretor musical é o compositor e maestro israelense Lior Shambadal, sucedendo ao nova-iorquino Irwin Hoffman, que saiu em 2009. A orquestra conta com 100 músicos permanentes e 140 apresentações anuais. É, ao lado da Orquestra Sinfônica Nacional da Colômbia, uma das melhores do seu país.